# Edea Kramer
Edea Kramer (イデア・クレイマー, Idea Kureimā) est un personnage fictif de la série Final Fantasy. Elle apparaît pour la première fois dans le jeu vidéo Final Fantasy VIII sorti sur Playstation en tant qu'une des antagonistes. Le protagoniste du jeu Squall est envoyé pour assassiner Edea, bien qu'il soit révélé plus tard dans le jeu que la sorcière Ultimecia contrôlait Edea. Il est également révélé qu'Edea était la directrice de l'orphelinat où Squall et ses compagnons vivaient enfants.
Edea a été créée par Tetsuya Nomura, qui avait à l'origine l'intention qu'elle soit un antagoniste nommé « Witch » dans Final Fantasy VII qui est finalement devenu le personnage Jenova, l'un des adversaires du septième opus. Le design n'a pas été utilisé dans Final Fantasy VII, mais parce que Nomura l'aimait beaucoup, il a été présenté dans Final Fantasy VIII. Edea a reçu un accueil généralement positif, étant considérée comme une méchante efficace et louée pour sa tenue.

## Concept et création
Le design d'Edea, créé par Tetsuya Nomura, était à l'origine destiné à être présenté dans Final Fantasy VII et était connue sous le nom de « Witch ». Elle était censée être une servante de Jenova.  Le concept n'a pas été utilisé, mais ils ont choisi de l'utiliser dans Final Fantasy VIII.

## Apparence
Edea apparaît pour la première fois dans le jeu de rôle PlayStation Final Fantasy VIII. Elle est d'abord présentée comme une sorcière avide de pouvoir qui prend le contrôle du gouvernement de Galbadia des mains du président Deling. Les desseins d'Edea sont inconnus, mais le groupe de mercenaires SeeD envoie Squall pour l'assassiner. La mission échoue après qu'Edea ait envoyé un éclair de glace à travers la poitrine de Squall. Il est révélé plus tard qu'Edea est l'épouse du directeur Cid et était la matrone de Squall et des autres protagonistes qui ont grandi dans son orphelinat. Il est finalement expliqué qu'Edea n'agissait pas de sa propre volonté, mais était possédée par une sorcière du futur nommée Ultimecia. Lorsque l'emprise d'Ultimecia est rompue, Edea rejoint les côtés de SeeD dans son combat et intègre le groupe de Squall pendant une courte période. Cependant, Edea transmet accidentellement ses pouvoirs à Rinoa Heartilly, l'une des membres de SeeD, faisant d'elle une sorcière. Après la défaite d'Ultimecia, une jeune Edea rencontre Ultimecia et décide de lui faire absorber ses pouvoirs, ce qui entraîne un paradoxe temporel.
Edea apparaît comme un personnage jouable dans Final Fantasy Record Keeper, tandis que l'un des designs d'Ultimecia dans Dissidia Final Fantasy est basé sur celui d'Edea,.
La ressemblance d'Edea apparaît comme une tenue alternative pour Ultimecia dans Dissidia 012 Final Fantasy, et aussi dans Dissidia Final Fantasy NT dans le cadre du contenu téléchargeable « Edea's Corpse Appearance Set ».

## Accueil
Edea a reçu un accueil généralement positif depuis Final Fantasy VIII. Meghan Marie pour Game Informer la considérait comme l'un de ses personnages de jeux vidéo préférés et de ses designs de personnages préférés, un sentiment que Brittany Vincent pour Game Revolution partageait également,. Chris Hodges pour Screen Rant la qualifie comme étant l'un des personnages les plus intéressants de la série Final Fantasy. Sa tenue a été saluée par des publications telles que Complex et IGN. Les écrivains Brittany Vincent et Foster Kamer l'ont également classée 20ème méchante du jeu vidéo la plus cool, louant la façon dont le jeu la fait passer d'antagoniste à alliée sympathique. Laura Burrows pour IGN a expliqué comment sa vraie personnalité n'enlève rien à sa puissance et à sa méchanceté lorsqu'elle était possédée. Ils multiplient son attractivité. Matthew Walden pour GameSpot a noté la difficulté de trouver un méchant avec un côté plus doux qu'elle, comparant sa personnalité non possédée à Mère Teresa.
Chad Concelmo pour Destructoid l'a incluse dans leur liste de sorciers « enfoirés » dans les jeux vidéo, en raison de la difficulté d'une confrontation avec elle. Robert Steinman pour RPGFan  la considérait comme une méchante particulièrement effrayante, expliquant comment la distorsion de sa véritable histoire était l'une des plus étranges de la série. Ils ont également fait une comparaison entre le thème d'Edea et le thème du méchant de Disney Maléfique. Paolo Papi pour Blasting News a inclus Edea dans sa liste de personnages à la fois sexy et fatals. Il discute de son usage de la sexualité pour « séduire ses ennemis ». Chris Greening pour Video Game Music Online a discuté de la manière dont divers thèmes sont utilisés tout au long du jeu pour montrer comment le personnage d'Edea grandit. Ils citent « Le Sacrifice » et « Prémonition » comme identifiant le côté obscur d'Edea, tandis que « The Successor » représente sa vraie nature.